# Odontotremataceae
Odontotremataceae is een botanische naam voor een familie van korstmossen behorend tot de orde Ostropales. Het typegeslacht is Odontotrema.

## Geslachten
De familie bestaat uit de volgende geslachten:
- Bryodisucs
- Claviradulomyces
- Coccomycetella
- Geltingia
- Odontotrema
- Odontura
- Parakarstenia
- Paralethariicola
- Potriphila
- Rogellia
- Stromatothecia
- Thamnogalla
- Tryblis
- Xerotrema